# Wojewodowie kijowscy

## Wojewodowiewojewództwa kijowskiegoWielkiego Księstwa Litewskiego
| Monarcha                                                  | #  | Wojewoda                                                                                 | Portret | Herb | Lata sprawowania urzędu                                          | Lata życia                                       |
| --------------------------------------------------------- | -- | ---------------------------------------------------------------------------------------- | ------- | ---- | ---------------------------------------------------------------- | ------------------------------------------------ |
| Witold Kiejstutowicz                                      | 1  | Jerzy Gedygołd                                                                           |         |      | przed 1411 (1404) – 1 lutego 1411/1412                           | zm. ok. 8 sierpnia 1432                          |
| Witold Kiejstutowicz/ Świdrygiełło/ Zygmunt Kiejstutowicz | 2  | Jursza                                                                                   |         |      | 1436 – 12 lutego 1438                                            |                                                  |
| Kazimierz IV Jagiellończyk                                | 3  | Marcin Gasztołd Marcin Janowicz Gasztołd, Gasztołdowicz lit. Martynas Goštautas          |         |      | 1471 – 1480                                                      | ok. 1428 – 1483                                  |
| Kazimierz IV Jagiellończyk                                | 4  | Jan Chodkiewicz Iwan Chodkiewicz, Chodkowicz                                             |         |      | 1480/11 maja 1481 – 1 października 1482/1484                     | zm. ok. 1484                                     |
| Kazimierz IV Jagiellończyk                                | 5  | Jerzy Pac Jurji Pacewicz                                                                 |         |      | 1483 – 1492                                                      | zm. 1505/1506                                    |
| Aleksander I Jagiellończyk                                | 6  | ks. Dymitr Putiatycz Drucki Dymitr Iwanowicz Putiatycz Drucki                            |         |      | przed 20 października 1492/4 maja 1499 – 1505/przed 19 maja 1507 | zm. 1505/przed 19 maja 1507                      |
| Aleksander I Jagiellończyk/ Zygmunt I Stary               | 7  | ks. Jan Gliński Iwan Lwowicz Hliński, Gliński                                            |         |      | 1505/12 lipca 1506/7 grudnia 1506 – 28 grudnia 1506              |                                                  |
| Zygmunt I Stary                                           | 8  | Jerzy Montonowicz Jurij Aleksandrowicz Montowtowicz                                      |         |      | 11 marca 1507 – przed 11 lipca 1507/1508                         | zm. przed 11 lipca 1507/1508                     |
| Zygmunt I Stary                                           | 9  | ks. Jerzy Holszański Jurij Aleksandrowicz Holszański                                     |         |      | październik 1508 – 1510/1511                                     | zm. 1510/1511                                    |
| Zygmunt I Stary                                           | 10 | Jerzy Herkules Radziwiłł Jerzy Mikołajewicz „ Herkules ” Radziwiłł lit. Jurgis Radvila I |         |      | 15 marca 1511/6 marca 1514 – 26 czerwca 1514                     | 1480 – 1541                                      |
| Zygmunt I Stary                                           | 11 | Andrzej Jakubowicz Niemirowicz Andrzej Jakubowicz Niemirycz                              |         |      | 26 czerwca 1514 – 15 marca 1540                                  | 1460 – przed 16 sierpnia 1540                    |
| Zygmunt I Stary                                           | 12 | Andrzej Michałowicz Sanguszko Koszyrski                                                  |         |      | czerwiec 1540 – sierpień 1542                                    |                                                  |
| Zygmunt I Stary                                           | 13 | ks. Jan Holszański Janusz (Iwan) Jurjewicz Holszański Dubrowicki                         |         |      | 24 maja 1542 – 1544                                              | 1502/1505 – przed 1549                           |
| Zygmunt I Stary/ Zygmunt II August                        | 14 | ks. Fryderyk Hlebowicz Proński Symeon (Semen) Fryderyk Hlebowicz, Glebowicz Proński      |         |      | 1544/7 lipca 1547/22 listopada 1551 – 15 lutego 1555             | zm. 1555, Wilno                                  |
| Zygmunt II August                                         | 15 | Grzegorz Aleksandrowicz Chodkiewicz Hrehory Aleksandrowicz Chodkiewicz                   |         |      | 1555 – 16 września 1559                                          | ok. 1513 – 12 listopada 1572                     |
| Zygmunt II August                                         | 16 | ks. Konstanty Wasyl Ostrogski                                                            |         |      | 5 grudnia 1559 – 1 lipca 1569                                    | 2 lutego 1526 – 13 lutego/23 lutego 1608, Ostróg |

## Wojewodowie województwa kijowskiegoI Rzeczypospolitej
| Monarcha                                                                                       | #  | Wojewoda                                                              | Portret | Herb | Lata sprawowania urzędu                                        | Lata życia                                                   |
| ---------------------------------------------------------------------------------------------- | -- | --------------------------------------------------------------------- | ------- | ---- | -------------------------------------------------------------- | ------------------------------------------------------------ |
| Zygmunt II August/ Henryk III Walezy/ Stefan Batory/ Zygmunt III Waza                          | 1  | ks. Konstanty Wasyl Ostrogski                                         |         |      | 1 lipca1569 – 23 lutego 1608                                   | 2 lutego 1526 – 13 lutego/23 lutego 1608, Ostróg             |
| Zygmunt III Waza                                                                               | 2  | Stanisław Żółkiewski                                                  |         |      | 28 marca 1608 – 6 marca 1618                                   | 1547, Turynka – 7 października 1620, Mohylew                 |
| Zygmunt III Waza                                                                               | 3  | Tomasz Zamoyski                                                       |         |      | 11 stycznia 1619 – 11 lipca/20 sierpnia 1628                   | 1 kwietnia 1594 – 8 stycznia 1638                            |
| Zygmunt III Waza                                                                               | 4  | ks. Aleksander Zasławski                                              |         |      | 11 lipca/20 sierpnia 1628 – 27 września 1629                   | ok. 1577 – przed 6 grudnia 1629                              |
| Zygmunt III Waza                                                                               | 5  | Stefan Chmielecki                                                     |         |      | 1630 – 20 lutego 1630                                          | ok. 1580 – 20 lutego 1630                                    |
| Zygmunt III Waza/ Władysław IV Waza/ Jan II Kazimierz Waza                                     | 6  | hr. Janusz Tyszkiewicz Łohojski Janusz Tyszkiewicz z Łahojska         |         |      | 1630/13 stycznia 1631 – 9 września 1648/przed 3 marca 1649     | 1590 – przed 3 marca 1649                                    |
| Jan II Kazimierz Waza                                                                          | 7  | Adam Kisiel Adam Swiętołdycz–Swiatołd Kisiel z Brusiłowa              |         |      | 15 kwietnia 1649 – 3 maja 1653                                 | 1600 – 3 maja 1653, Brześć Litewski                          |
| Jan II Kazimierz Waza                                                                          | 8  | Stanisław Rawera Potocki                                              |         |      | lipiec 1655 – 9 sierpnia 1657/przed 24 kwietnia 1658           | ok. 1589 – 27 lutego 1667, Lwów                              |
| Jan II Kazimierz Waza                                                                          | 9  | Jan Sobiepan Zamoyski                                                 |         |      | 23 kwietnia 1658 – 1659                                        | 9 kwietnia 1627, Zamość – 7 kwietnia 1665, tamże             |
| Jan II Kazimierz Waza                                                                          | 10 | Iwan Wyhowski Іван Виговський                                         |         |      | 20 maja 1659 – 16 marca 1664                                   | zm. 16 marca 1664, Rokytne                                   |
| Jan II Kazimierz Waza                                                                          | 11 | Stefan Czarniecki                                                     |         |      | 22 lipca 1664 – 16 lutego 1665                                 | 1599, Czarnca – 16 lutego 1665, Sokołówka                    |
| Jan II Kazimierz Waza                                                                          | 12 | Michał Zygmunt Stanisławski                                           |         |      | 20 września 1665 – 12 czerwca 1668                             | zm. pomiędzy 12 a 19 czerwca 1668/przed 17 października 1669 |
| Jan II Kazimierz Waza/ Michał Korybut Wiśniowiecki/ Jan III Sobieski                           | 13 | Andrzej Potocki                                                       |         |      | przed 16 września 1668 – 10 stycznia/przed 26 lutego 1681      | zm. 2 września 1691, Stanisławów                             |
| Jan III Sobieski                                                                               | 14 | Stefan Niemirycz                                                      |         |      | 25 marca 1681 – 22 lutego 1684                                 | zm. 22 lutego 1684                                           |
| Jan III Sobieski/ August II Mocny                                                              | 15 | Marcin Kazimierz Kątski                                               |         |      | 1 sierpnia 1684 – 30 maja 1702                                 | 1636 – marzec/kwiecień 1710, Kamieniec Podolski              |
| August II Mocny/ Stanisław Leszczyński/ August II Mocny/ Stanisław Leszczyński/ August III Sas | 16 | Józef Potocki                                                         |         |      | 31 maja 1702 – 4 września 1744                                 | 1673, Stanisławów – 16/19 maja 1751, Załoźce                 |
| August III Sas                                                                                 | 17 | Stanisław Potocki                                                     |         |      | 4 września 1744 – 19 grudnia 1756                              | 1698, Ciężów – 8 lutego 1760, Załoźce                        |
| August III Sas/ Stanisław August Poniatowski                                                   | 18 | Franciszek Salezy Potocki                                             |         |      | 19 grudnia 1756 – 22 października 1772                         | 1770, Krystynopolu – 22 października 1772, tamże             |
| Stanisław August Poniatowski                                                                   | 19 | ks. Stanisław Lubomirski                                              |         |      | 29 października 1772 – 11 kwietnia 1775/przed 22 lutego 1785   | 1704 – 19 lipca 1793, Warszawa                               |
| Stanisław August Poniatowski                                                                   | 20 | Józef Gabriel Stempkowski Józef Gabriel Stępkowski lub Straszny Józef |         |      | 22 lutego 1785 – 8 kwietnia 1789/październik lub listopad 1790 | 1710 – 1793                                                  |
| Stanisław August Poniatowski                                                                   | 21 | Antoni Protazy Potocki Antoni Protazy Jacek ,,Prot" Potocki           |         |      | 28 marca 1791 – 1793/12 lipca 1795                             | 11 września 1761, Guzów – 1801                               |